# مدل پوسته‌ای هسته

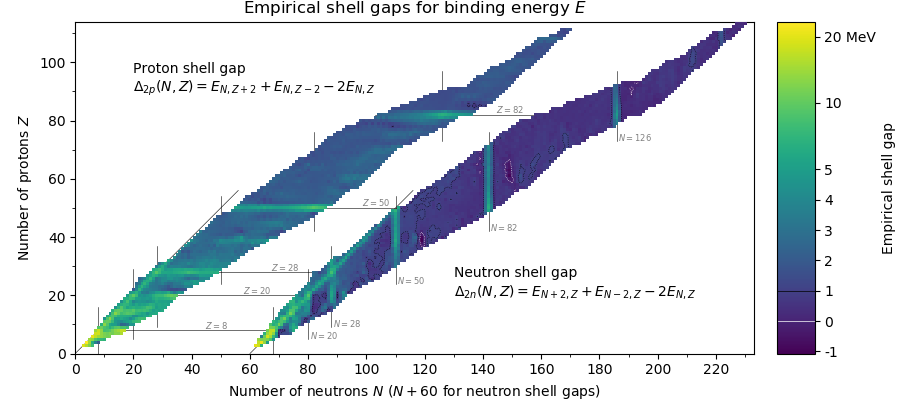
شکاف‌های تجربی پوسته پروتون و نوترون به‌صورت عددی از انرژی‌های اتصال مشاهده‌شده به‌دست می‌آیند. فضاهای پوسته دقیق در اعداد جادویی، جداگانه و زمانی‌که 𝑁=𝑍 است، مشخص می‌گردد.

در فیزیک و شیمی هسته‌ای، مدل پوسته‌ای هسته‌ (به انگلیسی: Nuclear shell model) مدلی است که بر اساس اصل طرد پائولی نحوه قرار گیری ذرات در ترازهای انرژی در هسته اتم را تشریح می‌کند. این مدل که نخستین بار در سال ۱۹۴۹ معرفی شد، حاصل کار بسیاری از فیزیکدانان بزرگ از جمله یوجین ویگنر، ماریا ژئوپرت مایر و جی. هانس دی. جنسن است .